# Rasé de près
Pour plus de détails, voir Fiche technique et Distribution.
Rasé de près (A Close Shave) est un moyen métrage britannique réalisé en animation en volume réalisé par Nick Park et sorti en 1995. Créé à Bristol dans les studios Aardman Animations, il est le troisième film mettant en scène Wallace et Gromit, après Une grande excursion (1989) et Un mauvais pantalon (1993).
Le court métrage marque la première apparition du personnage de Shaun le mouton qui est ensuite le héros de sa propre série dérivée puis de deux longs métrages.

## Synopsis

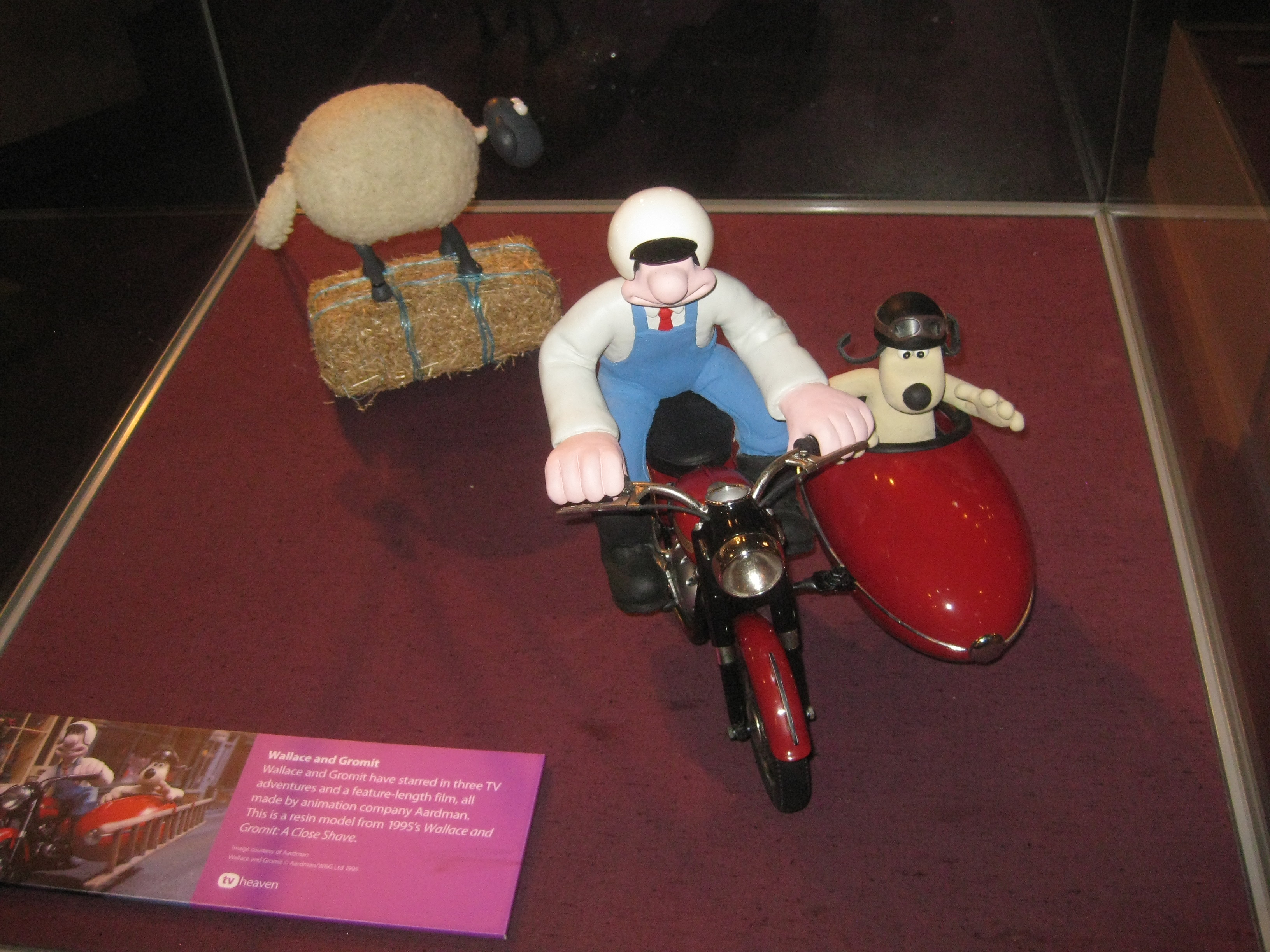
Figurines utilisées dans le film, exposées au National Media Museum à Bradford.

Une nuit, un camion rempli de moutons s'arrête à un feu devant chez Wallace et Gromit, devenus laveurs de carreaux et de vitres. L'un d'entre eux parvient à s'échapper et à rentrer dans la maison. Le camion redémarre et s'en va.
Le lendemain, Wallace doit faire face aux caprices d'un canon à porridge de son invention, qui se détraque. Gromit remarque que les fils de la machine ont été partiellement rongés. Pensant à des souris, Wallace constate également que sa réserve de porridge et son fromage n'ont pas été épargnés. Il reçoit alors l'appel d'une cliente, une vendeuse de pelotes de laine.
Arrivés sur place, pendant que Gromit nettoie les vitres, Wallace fait la connaissance de Gwendoline Culdebelier, qui a reçu l'établissement de son père, inventeur de son état. Elle est accompagnée de  Preston, un chien d'aspect féroce, qui quitte la boutique peu après. Le chien se rend chez Wallace et Gromit et retrouve la trace du mouton échappé. Il est cependant interrompu par le retour des deux compères, et doit se cacher dans la cave.
En rentrant chez eux, Wallace et Gromit découvrent la maison en désordre, ainsi que le mouton, sale et affamé. Wallace décide de lui donner un bain avec une machine de son invention. Le système dysfonctionne, et envoie le mouton dans un rasoir automatique, qui tricote aussitôt un petit pull avec la laine de l'animal. Malgré cette mésaventure, Wallace déclare le lavage concluant, et emmène avec lui le mouton, qu'il appelle Shaun et à qui il fait enfiler le pull tricoté. Peu après, Preston sort de sa cachette, et découvre les plans de la machine, qu'il emporte avec lui.
Le lendemain, Wallace et Gromit s'occupent de nettoyer l'horloge de la ville, avec l'aide du canon à porridge reconverti. Pendant que Wallace va saluer Gwendoline, Gromit suit Shaun, qui les accompagnait. Après être tombé dans un piège tendu par Preston, il libère une quinzaine de moutons du camion de ce dernier, et s'y fait enfermer en voulant détacher Shaun. Les moutons déferlent dans la boutique, soustrayant Wallace à Gwendoline, à qui il allait révéler ses sentiments. Kidnappé par Preston, Gromit est remis à la justice, est accusé avec de fausses preuves d'être le voleur de moutons recherché, et est finalement condamné à la prison à vie.
En prison, Gromit reçoit un puzzle, qui une fois résolu, lui demande de se tenir prêt à une heure précise. A vingt heures, Shaun apparaît à la fenêtre de la prison et scie les barreaux avec une scie électrique. Wallace parvient avec l'aide des moutons à faire évader son ami. Peu après, alors qu'ils se cachent de la police dans un pré accompagnés des moutons, ils surprennent Gwendoline et Preston, qui sont les véritables voleurs de moutons, en train d'emmener les moutons dans leur camion. Alors que Preston allait se faire menaçant envers Shaun, resté en arrière, Gwendoline l'arrête et lui signifie son exaspération vis-à-vis de ces vols. Elle se fait enfermer avec Shaun et les autres moutons dans le camion.
Wallace et Gromit se lancent à la poursuite du véhicule avec leur moto side car. En cours de route, la fixation entre les deux parties de leur véhicule cède. Gromit réchappe à une chute mortelle dans un ravin en convertissant son side car en avion, et charge le canon de ce dernier avec du porridge à prise rapide. Pendant ce temps, Wallace fait sortir les moutons du camion, qui grimpent sur la moto, conduite par Shaun. Mais malgré l'intervention de Gromit, un coup de frein de Preston fait rebasculer Wallace et les moutons dans la remorque du camion, qui rentre alors dans un hangar secret. Gromit, qui avec son avion a dû éviter l'horloge de la ville, a perdu sa trace.
Dans le hangar, Preston emmène Wallace, Gwendoline et les moutons jusqu'à une réplique de la machine de Wallace, construite d'après les plans volés. Mais Shaun, qui s'est échappé, parvient à signaler leur localisation à Gromit, qui fonce dans le hangar avec son avion, mitraillant Preston de porridge. Cependant, le chien parvient à neutraliser l'avion, et Gromit est éjecté.
Shaun parvient à envoyer Preston dans la machine à tondre, où Gromit sélectionne l'option "rasé de près". La machine s'exécute et tricote un pull avec les poils du chien, avant d'être détruite de l'intérieur. Gwendoline dit alors à Wallace que Preston est un robot, inventé par son père. Le cyber-bouledogue sort alors, mais est distrait par une machine, qui lui enfile le pull tricoté. Aveuglé, il actionne une autre machine, un hache-mouton, et Gromit le pousse sur le tapis roulant de celle ci. C'est finalement Shaun qui parvient à faire basculer le robot dans les machoires de la machine, le réduisant en bouillie mécanique immédiatement mise en boîte.
Quelques jours après, Gwendoline vient rendre visite à Wallace, accompagnée de Preston, que l'inventeur a reconstruit dans une version plus docile. Wallace lui propose d'entrer pour partager un morceau de fromage, mais Gwendoline y est allergique. Elle prend ensuite congé de Wallace. Dépité de savoir que l'on ne pouvait pas supporter le fromage, Wallace se ravise et soulève la cloche de celui ci pour le déguster. Il y découvre Shaun, qui a tout mangé.

## Fiche technique
- Titre original : A Close Shave
- Titre français : Rasé de près
- Réalisation : Nick Park
- Scénario : Bob Baker, Nick Park
- Musique : Julian Nott
- Société de production : Aardman Animations
- Pays de production : Royaume-Uni
- Langue originale : anglais
- Genre : animation
- Durée : 30 minutes
- Dates de sortie[1] : 
  - Royaume-Uni : 24 décembre 1995 (télévision)
  - Suisse : 8 mars 1996
  - France : 10 avril 1996

## Distribution
- Peter Sallis (VF : Yves Beneyton)[2] : Wallace
- Anne Reid (VF : Dany Laurent) : Wendolene / Gwendolène

## Distinctions
- Oscar du meilleur court métrage d'animation en 1996
- Prix Animé TVA 1996 au Festival du cinéma international en Abitibi-Témiscamingue

## Autour du film
- La mention du fromage Wensleydale comme étant le préféré de Wallace a eu comme effet d'en relancer les ventes[3] ; les personnages Wallace et Gromit figurent d'ailleurs sur un des emballages. En version française, le wensleydale est remplacé par le cheddar.
- Lorsque Wendolene rend visite à Wallace à la 17e minute, le numéro de sa maison apparaît : c'est le 62.
- Dans sa cellule, Gromit lit Crime et Châtiment, dont l'auteur est Fido Dogstoyevsky au lieu de Fiodor Dostoïevski (18e minute) : Fido est un prénom canin typique, tandis que dog signifie « chien » en anglais.
- Sur un mur de la cellule est écrit « Feather McGraw was here » (« Feather McGraw était ici »). Il s'agit du manchot voleur, principal antagoniste du précédent court métrage de Wallace et Gromit sorti en 1993, Un mauvais pantalon.
- Shaun le mouton apparaît pour la première fois dans ce court-métrage.